# Ratusz w Krotoszynie
Ratusz w Krotoszynie – budynek murowany z około 1689 roku, przebudowany w latach 1898–1899 na neorenesansowy. Posiada ośmioboczną, smukłą, barokową wieżę. 
W ratuszu działa Urząd Stanu Cywilnego i jeden z wydziałów Urzędu Miejskiego a także restauracja "Ratuszowa".